# Rafael de Valenzuela y Urzaiz
Rafael de Valenzuela y Urzaiz (Zaragoza, el 23 de julio de 1881 - Tafersit, 5 de junio de 1923) fue un militar español, que se destacó 
luchando con la Legión española en la guerra del Rif.

## Biografía
Estudió en el colegio de la Compañía de Jesús, El Salvador, donde obtuvo excelentes calificaciones. Humanista y políglota (llegó a dominar aparte de la lengua española, el francés, el inglés, el alemán, el griego y el latín con soltura). Y también fue caballero de la Orden de Santiago y de la Real Maestranza de Caballería de Zaragoza.
Ingresó en la Academia del Arma de Infantería de Toledo el 29 de junio de 1897, a los quince años de edad, y tres años más tarde la abandonaba con el grado de segundo teniente (alférez).
Después de una breve estancia en la península, fue destinado al protectorado español de Marruecos, donde iba a transcurrir la mayor parte de su carrera militar.
Carlos de Arce en Historia de la Legión española, lo describe así:

"Hombre alto y fuerte, de recia fisonomía. Formado en la heroica oficialidad africana, con el corazón prendado en el Rif."

## La guerra del Rif

Emblema de la Legión española.

El 28 de octubre de 1922 la Legión había conquistado la posición de Tizzi Assa en el puerto del mismo nombre.
El fuerte de Tizzi Assa era de difícil defensa y de aún más difícil aprovisionamiento. Los días 28, 29 y 31 de mayo de 1923 esta situación se iba a poner sangrientamente de manifiesto. La legión tuvo que abrir paso a los convoyes de abastecimiento al fuerte y al blocao Benítez a punta de bayoneta ante el cerco cada vez más estrecho que hacían los moros de la tribu belicosa de los Beni Urriaguel (cuyo jefe Abd el Krim fue el cabecilla de la revuelta del Rif y responsable del Desastre de Annual en el verano de 1921 que costó la vida a cerca de doce mil españoles).
El Teniente coronel Valenzuela, que había sido nombrado jefe de la Legión en sustitución del teniente coronel Millán Astray en noviembre de 1922 (después de dimitir de su cargo por sus discrepancias con las Juntas Militares de Defensa), se hallaba de permiso en Madrid donde aprovechó para entrevistarse con el rey Alfonso XIII (su familia residía por entonces en Córdoba). Tan pronto como conoció la noticia de la apurada situación de Tizzi Assa, se puso en camino y el 4 de junio llegó a Tafersit, donde encontró reunidas a las banderas 1.ª, 2.ª y 4.ª.
El jefe de la columna española, coronel Mateo, comunicó a Valenzuela haber recibido confidencias de algunos caídos indicando que las tropas "moras" estaban desmoralizadas y una victoria iba a resultar fácil. Por lo tanto, ordenó ocupar Peña Tahuarda.
Aunque el teniente coronel Valenzuela no estaba convencido de la veracidad de tales confidencias, consideró que su deber era seguir el Espíritu de Disciplina propio del Credo Legionario que reza así: “Cumplirá su deber, obedecerá hasta morir”.
Peña Tahuarda era una posición situada al oeste de Sidi Mesaud. Para llegar a ella se precisaba ocupar previamente la loma Roja, descender por su vertiente hasta un barranco al pie de Peña Tahuarda, que servía de fortificación natural para su defensa, y finalmente lanzarse a su asalto.
Al amanecer del 5 de junio de 1923, la Legión se lanzó al ataque y en un combate sangriento fue cumpliendo sus objetivos hasta llegar al barranco. Allí se detuvo el avance y las pérdidas humanas se multiplicaron. La situación se hacía cada vez más difícil y amenazaba con un nuevo fracaso como el de los días anteriores, cuando el teniente coronel Rafael de Valenzuela se lanzó al asalto con el gorro legionario en su mano izquierda y su pistola en la mano derecha al grito de “¡A mí los valientes! ¡Viva la Legión!” al que siguió toda su plana mayor y enlaces que lograron tomar la cumbre. Sin embargo, siete balazos encontraron en su cuerpo tras la gloriosa gesta, al día siguiente del combate cuando sus legionarios lograron rescatar el cuerpo caído en combate; hecho que costó la vida de 40 de sus hombres.
Peña Tahuarda fue rebasada y Tizzi Assa salvado de los rifeños rebeldes.

## Traslado del cuerpo a la Península
Su cuerpo fue escoltado por legionarios desde el campo de batalla hasta Melilla, pasando por el puerto de Málaga, Madrid (donde su familia recibió las condolencias de manos del rey) y Zaragoza, donde el pueblo aragonés acompañó el féretro desde la estación de ferrocarril hasta la cripta de la Basílica de Nuestra Señora de la Virgen del Pilar, honor concedido tan sólo a personalidades eclesiásticas.

## Historial de la VII Bandera "Valenzuela", III Tercio de La Legión
En su honor se creó en 1925 la VII Bandera perteneciente al Tercio Don Juan de Austria, III Tercio de la Legión, que ha estado ubicada, desde entonces, en la ciudad de Larache durante el protectorado español de Marruecos (1939-1956), Esmara en época del Sahara español (1956-1976) y las españolas de Puerto del Rosario en Fuerteventura (1976-1996) y de Viator (Almería), en Andalucía (1996 hasta la actualidad), habiendo servido en la pacificación de Marruecos, Ifni, Sahara español, Bosnia-Herzegovina, Kosovo, Irak, Afganistán y República Democrática del Congo.

## Condecoraciones
Al teniente coronel le fue concedida, entre otras condecoraciones, la Cruz de María Cristina, la Medalla de la Campaña de Marruecos, la Cruz del Mérito Militar con distintivo rojo y la Medalla Militar individual, a título póstumo.